# Vincent Eri
Vincent Serei Eri (Moveave, 12 de septiembre de 1936- Port Moresby, 25 de mayo de 1993) fue un político y escritor de Papúa Nueva Guinea.

## Biografía
Estudió en la Universidad de Papúa Nueva Guinea y tras egresar trabajó como maestro y después como director educativo. En 1975, fue nombrado Cónsul General Papuano en Australia y más tarde fundó el Partido de la Acción Popular en 1986 y fue miembro del parlamento nacional.  
Fue nombrado Gobernador general de Papúa Nueva Guinea sucediendo a Ignatius Kilage  el 27 de febrero de 1990, cargo al que renunció a causa de una crisis constitucional. El vice primer ministro Ted Diro fue inculpado de corrupción y según la constitución el gobernador general debía entonces pedirle que abandonara elcargo. Eri no lo hizo y para poner fin a la crisis, Rabbie Namaliu recurrió a la reina de Papúa Nueva Guinea Isabel II, para que Eri abandonara sus funciones y antes de que la reina actuara, él renunció. 
Murió dos años después con 57 años y era padre de seis hijos.

## Obra
- The Crocodile, 1970